# مات سلمان
مات سلمان (بالإنجليزية: Matt Selman) (و. 1971  م) هو كاتب سيناريو أمريكي، ولد في ماساتشوستس.

## جوائز
حصل على جوائز منها:

جائزة نقابة الكتاب الأمريكية

## وصلات خارجية
- مات سلمان على موقع IMDb (الإنجليزية)
- مات سلمان على موقع أول موفي (الإنجليزية)
- مات سلمان على موقع قاعدة بيانات الأفلام السويدية (السويدية)
- مات سلمان على موقع قاعدة بيانات الفيلم (الإنجليزية)
- مات سلمان على موقع كينوبويسك (الروسية)